# Jorma Vanamo
Jorma Jaakko Vanamo (né le 30 octobre 1913 à Mouhijärvi et mort le 13 décembre 2006 à Helsinki) est un diplomate finlandais.

## Biographie
Jorma Vanamo obtient son baccalauréat en droit en 1939. Pendant ses études, il a été stagiaire au ministère des Affaires étrangères.
Le 1er février 1939, il entre au ministère des Affaires étrangères d'abord sans rémunération puis le 3 mars 1939, il rejoint officiellement le service extérieur.
Au début de sa carrière, Jorma Vanamo a pu observer le processus qui a conduit à la guerre d'hiver. Les États baltes négociaient avec l'Union soviétique sur leurs exigences de créations de bases militaires soviétiques, lorsque Jorma Valamo, le 5 octobre 1939, est  télégraphiste lorsque Moscou envoie un télégramme secret à Aarno Yrjö-Koskinen. Le télégramme était une invitation du Kremlin à négocier des questions politiques concrètes.
Après la guerre d'hiver, Jorma Vanamo est envoyé comme adjoint à l'ambassade de Stockholm. À la fin de la guerre, il est transféré à Moscou, où Juho Kusti Paasikivi est Envoyé.
Jorma Vanamo est secrétaire d'État jusqu'à la fin de la guerre. Il a traduit, en mai 1945, le premier projet du Traité finlando-soviétique de 1948.
Après le rétablissement des relations diplomatiques entre la Finlande et l'Union soviétique, Vanamo retourne à Moscou en août 1945.
Jorma Vanamo est en fonction à Moscou jusqu'en 1948. Jorma Vanamo n'a pas personnellement participé aux négociations du traité finno-soviétique mais était chargé d'envoyer des délégations au scrutin secret, raison pour laquelle il était parfaitement au courant de la conduite des négociations. Le Traité finlando-soviétique est entré en vigueur le 6 avril 1948.
En 1948, Jorma Vanamo est nommé au poste de secrétaire adjoint au ministère des Affaires étrangères et est en devient le secrétaire l'année suivante. 
Entre 1951 et 1953, Jorma Vanamo a été de nouveau envoyé à Stockholm, maintenant en qualite de  premier secrétaire de l'ambassade et conseiller de la délégation. 
De Suède, il est devenu directeur général adjoint au ministère des Affaires étrangères du Département de la politique commerciale en 1953 pour négocier des accords commerciaux avec l'Union soviétique.
Jorma Vanamo devient ambassadeur à Varsovie en 1958, où il a également responsable des relations entre la Finlande et la Bulgarie. De 1963 à 1967, il est ambassadeur à Moscou. Vanamo est nommé à Washington DC en 1954. Après deux ans aux États-Unis, Jorma Vanamo retourne au ministère des Affaires étrangères en tant que chef du département administratif en 1956.
En 1967, il est nommé secrétaire d'État au ministère des Affaires étrangères. À son poste de secrétaire d'État, Jorma Vanamo a joué un rôle important dans le traitement de l'enquête sur les activités de l'ambassadeur soviétique Alexeï Beliakov. Alexeï Beljakov s'est révélé etre un soutien de l'aile stalinienne dure du Parti communiste finlandais, ce qui a naturellement renforcé le rôle idéologique de l'Union soviétique dans la politique intérieure en Finlande. L'affaire a conduit à la démission d'Alexeï Beliakov de son poste d'ambassadeur et à son retour dans son pays natal au printemps 1971.
En 1970, Vanamo est envoyé à Rome. Jusqu'alors, la Finlande et l'Italie n'avaient pas eu de visites intergouvernementales, mais le président Urho Kekkonen effectue une visite d'État en Italie en janvier 1971. En retour, le ministre italien des Affaires étrangères Aldo Moro effectue une visite officielle en Finlande au même printemps.
En 1975, Jorma Vanamo devient ambassadeur à Stockholm, il y sera jusqu'à sa retraite en 1980.

## Postes d'ambassadeur
Jorma Vanamo est ambassadeur de Finlande à Varsovie (1958–1963), Moscou (1963–1967), Rome, La Valette et Nicosie (1970–1975) et Stockholm (1975–1980). 
Il est aussi ambassadeur à Bucarest (1958–1960), Sofia (1958–1963), Kaboul (1963–1966) et Oulan-Bator (1963–1966).